# Pólko (województwo mazowieckie)
Pólko – wieś w Polsce, w województwie mazowieckim, w powiecie wołomińskim, w gminie Tłuszcz.
Do 2023 miejscowość była częścią wsi Dzięcioły.
W latach 1975–1998 Pólko należało administracyjnie do województwa ostrołęckiego.
Pólko jest sołectwem utworzonym na części wsi Dzięcioły.